# Cottus hispaniolensis
Cottus hispaniolensis is een endemische vis die alleen voorkomt in de bovenlopen van het stroomgebied van de Garonne in de Franse en Spaanse Pyreneeën.Deze zoetwaterdonderpad lijkt erg op Cottus gobio.
Deze vissoort behoort tot de 15 in Europa voorkomende soorten uit het geslacht Cottus. Dit zijn zoetwatervissen uit een familie van zowel zoet- als zoutwatervissen, de donderpadden.